# Campeonato Mundial de Ciclismo em Estrada
O Campeonato Mundial de Ciclismo em Estrada é a competição de ciclismo de estrada mais importante a nível internacional; realiza-se anualmente desde 1927, em diferentes categorias, baixo a organização da União Ciclista Internacional (UCI). A diferença das grandes voltas ciclistas, cada categoria disputa-se numa única corrida; ao vencedor de cada corrida outorga-se-lhe o maillot arco-íris e por tanto é o campeão do mundo durante um ano.
As diferentes competições são para três categorias de corredores; elite masculino, sub-23 masculino e feminino, disputando-se três especialidades; corrida em linha ou estrada, contrarrelógio individual e contrarrelógio por equipas (excepto sub-23).
A partir de 2011, dentro deste evento, desenvolve-se o Campeonato Mundial de Ciclismo em Estrada Júnior, para ciclistas menores de 19 anos (anteriormente disputava-se em forma separada).
Os ciclistas que mais triunfos possuem na corrida em linha são Alfredo Binda, Eddy Merckx, Rik Van Steenbergen, Óscar Freire e Peter Sagan com três títulos a cada um; enquanto em contrarrelógio, Fabian Cancellara e Tony Martin somam quatro títulos a cada um.

## História
O primeiro campeonato do mundo em estrada disputou-se em 1921 em Copenhaga, mas esteve reservado a ciclistas amadores, onde ganhou o sueco Gunnar Skoeld.
A partir de 1927 puderam participar ciclistas profissionais, correndo junto com os aficionados na mesma corrida. Essa primeira edição celebrou-se no circuito de Nurburgring na Alemanha e viu o triunfo da seleção italiana a mãos de Alfredo Binda para os profissionais, enquanto a 5.ª posição do belga Jean Aerts deu-lhe o título de campeão do mundo amador. Posteriormente o campeonato do mundo foi dividido em duas categorias: profissionais e amador.
Em 1958 estabeleceu-se o Campeonato Mundial Feminino em linha, só para a categoria amador, já que não existia atividade feminina profissional.
Na categoria amador, em 1962 introduziu-se a contrarrelógio por equipas masculina. A mesma disputava-se com quatro corredores sobre uma distância de 100 km. Em 1987 também se começou a correr a versão feminina numa distância de 50 km.
Em 1994 produziram-se várias mudanças no formato dos mundiais. Para a corrida em linha masculina deixou de existir a divisão entre profissionais e amadoras, voltando a correr uma única corrida todos juntos e baixo a denominação elite (sem limite de idade). Quanto à especialidade contrarrelógio, começou a disputar-se em forma individual, desaparecendo a contrarrelógio por equipas. No ramo feminino sucedeu o mesmo, abriu-se a ciclistas profissionais e criou-se a especialidade contrarrelógio, suprimindo a de equipas. Em 1996 criou-se a categoria sub-23 para ciclistas de 19 a 23 anos, disputando-se corrida em linha e contrarrelógio individual.
A partir de 2012 retornou a contrarrelógio por equipas, mas sendo disputada por equipas profissionais.

## Maillot arco-íris
Os ganhadores de cada prova do campeonato têm o direito e a honra de levar o maillot arco-íris por um ano até ao seguinte campeonato. Esta camisola é uma t-shirt branca com cinco bandas horizontais que representam aos cinco continentes.
Os corredores que tenham sido campeão do mundo ao menos uma vez durante a sua carreira, têm direito a levar as cores arco íris nos punhos e pescoço da sua t-shirt (maillot) como lembrança do seu triunfo.

## Competições
Desde a edição de 2019, os mundiais constam de sete corridas (para ver o palmarés de cada prova, pulsar a respectiva ligação):
- Especialidade em linha ou estrada:
  - Sub-23 masculino
  - Elite feminino
  - Elite masculino
- Especialidade contrarrelógio individual (CRI):
  - Sub-23 masculino
  - Elite feminino
  - Elite masculino
- Especialidade contrarrelógio por equipas (CRE):
  - Equipas mistas
  - Equipa elite feminino (de 2012 a 2018)
  - Equipa elite masculino (de 2012 a 2018)

## Edições
| Núm.     | Ano         | Sede                                               | Elite masculino                                    | Elite masculino                                    | Elite masculino                                    | Elite feminino                                     | Elite feminino                                     | Elite feminino                                     | Masculino sub-23                                   | Masculino sub-23                                   | Misto                                              |
| -------- | ----------- | -------------------------------------------------- | -------------------------------------------------- | -------------------------------------------------- | -------------------------------------------------- | -------------------------------------------------- | -------------------------------------------------- | -------------------------------------------------- | -------------------------------------------------- | -------------------------------------------------- | -------------------------------------------------- |
| Núm.     | Ano         | Sede                                               | Estrada                                            | CRI                                                | CRE                                                | Estrada                                            | CRI                                                | CRE                                                | Estrada                                            | CRI                                                | CRM                                                |
| I        | 1927        | Nürburg · ( Alemanha)                              | Alfredo Binda                                      | –                                                  | –                                                  | –                                                  | –                                                  | –                                                  | –                                                  | –                                                  | –                                                  |
| II       | 1928        | Budapeste · ( Hungria)                             | George Ronsse                                      | –                                                  | –                                                  | –                                                  | –                                                  | –                                                  | –                                                  | –                                                  | –                                                  |
| III      | 1929        | Zurique · ( Suíça )                                | George Ronsse                                      | –                                                  | –                                                  | –                                                  | –                                                  | –                                                  | –                                                  | –                                                  | –                                                  |
| IV       | 1930        | Liège · ( Bélgica)                                 | Alfredo Binda                                      | –                                                  | –                                                  | –                                                  | –                                                  | –                                                  | –                                                  | –                                                  | –                                                  |
| V        | 1931        | Copenhaga · ( Dinamarca)                           | Learco Guerra                                      | –                                                  | –                                                  | –                                                  | –                                                  | –                                                  | –                                                  | –                                                  | –                                                  |
| VI       | 1932        | Roma · ( Itália)                                   | Alfredo Binda                                      | –                                                  | –                                                  | –                                                  | –                                                  | –                                                  | –                                                  | –                                                  | –                                                  |
| VII      | 1933        | Montlhéry · ( França)                              | Georges Speicher                                   | –                                                  | –                                                  | –                                                  | –                                                  | –                                                  | –                                                  | –                                                  | –                                                  |
| VIII     | 1934        | Leipzig · ( Alemanha)                              | Karel Kaers                                        | –                                                  | –                                                  | –                                                  | –                                                  | –                                                  | –                                                  | –                                                  | –                                                  |
| IX       | 1935        | Floreffe · ( Bélgica)                              | Jean Aerts                                         | –                                                  | –                                                  | –                                                  | –                                                  | –                                                  | –                                                  | –                                                  | –                                                  |
| X        | 1936        | Berna · ( Suíça )                                  | Antonin Magne                                      | –                                                  | –                                                  | –                                                  | –                                                  | –                                                  | –                                                  | –                                                  | –                                                  |
| XI       | 1937        | Copenhaga · ( Dinamarca)                           | Eloi Meulenberg                                    | –                                                  | –                                                  | –                                                  | –                                                  | –                                                  | –                                                  | –                                                  | –                                                  |
| XII      | 1938        | Valkenburg · ( Países Baixos)                      | Marcel Kint                                        | –                                                  | –                                                  | –                                                  | –                                                  | –                                                  | –                                                  | –                                                  | –                                                  |
|          | 1939 – 1945 | Não celebrados por causa da Segunda Guerra Mundial | Não celebrados por causa da Segunda Guerra Mundial | Não celebrados por causa da Segunda Guerra Mundial | Não celebrados por causa da Segunda Guerra Mundial | Não celebrados por causa da Segunda Guerra Mundial | Não celebrados por causa da Segunda Guerra Mundial | Não celebrados por causa da Segunda Guerra Mundial | Não celebrados por causa da Segunda Guerra Mundial | Não celebrados por causa da Segunda Guerra Mundial | Não celebrados por causa da Segunda Guerra Mundial |
| XIII     | 1946        | Zurique · ( Suíça )                                | Hans Knecht                                        | –                                                  | –                                                  | –                                                  | –                                                  | –                                                  | –                                                  | –                                                  | –                                                  |
| XIV      | 1947        | Reims · ( França)                                  | Theo Middelkamp                                    | –                                                  | –                                                  | –                                                  | –                                                  | –                                                  | –                                                  | –                                                  | –                                                  |
| XV       | 1948        | Valkenburg · ( Países Baixos)                      | Briek Schotte                                      | –                                                  | –                                                  | –                                                  | –                                                  | –                                                  | –                                                  | –                                                  | –                                                  |
| XVI      | 1949        | Copenhaga · ( Dinamarca)                           | Rik Van Steenbergen                                | –                                                  | –                                                  | –                                                  | –                                                  | –                                                  | –                                                  | –                                                  | –                                                  |
| XVII     | 1950        | Moorslede · ( Bélgica)                             | Briek Schotte                                      | –                                                  | –                                                  | –                                                  | –                                                  | –                                                  | –                                                  | –                                                  | –                                                  |
| XVIII    | 1951        | Varese · ( Itália)                                 | Ferdi Kübler                                       | –                                                  | –                                                  | –                                                  | –                                                  | –                                                  | –                                                  | –                                                  | –                                                  |
| XIX      | 1952        | Luxemburgo · ( Luxemburgo)                         | Heinz Müller                                       | –                                                  | –                                                  | –                                                  | –                                                  | –                                                  | –                                                  | –                                                  | –                                                  |
| XX       | 1953        | Lugano · ( Suíça )                                 | Fausto Coppi                                       | –                                                  | –                                                  | –                                                  | –                                                  | –                                                  | –                                                  | –                                                  | –                                                  |
| XXI      | 1954        | Solingen · ( Alemanha Oriental)                    | Louison Bobet                                      | –                                                  | –                                                  | –                                                  | –                                                  | –                                                  | –                                                  | –                                                  | –                                                  |
| XXII     | 1955        | Frascati · ( Itália)                               | Stan Ockers                                        | –                                                  | –                                                  | –                                                  | –                                                  | –                                                  | –                                                  | –                                                  | –                                                  |
| XXIII    | 1956        | Ballerup · ( Dinamarca)                            | Rik Van Steenbergen                                | –                                                  | –                                                  | –                                                  | –                                                  | –                                                  | –                                                  | –                                                  | –                                                  |
| XXIV     | 1957        | Waregem · ( Bélgica)                               | Rik Van Steenbergen                                | –                                                  | –                                                  | –                                                  | –                                                  | –                                                  | –                                                  | –                                                  | –                                                  |
| XXV      | 1958        | Reims · ( França)                                  | Ercole Baldini                                     | –                                                  | –                                                  | Elsy Jacobs                                        | –                                                  | –                                                  | –                                                  | –                                                  | –                                                  |
| XXVI     | 1959        | Zandvoort · ( Países Baixos)                       | André Darrigade                                    | –                                                  | –                                                  | Yvonne Reynders                                    | –                                                  | –                                                  | –                                                  | –                                                  | –                                                  |
| XXVII    | 1960        | Sachsenring · ( Alemanha Oriental)                 | Rik Van Looy                                       | –                                                  | –                                                  | Beryl Burton                                       | –                                                  | –                                                  | –                                                  | –                                                  | –                                                  |
| XXVIII   | 1961        | Berna · ( Suíça )                                  | Rik Van Looy                                       | –                                                  | –                                                  | Yvonne Reynders                                    | –                                                  | –                                                  | –                                                  | –                                                  | –                                                  |
| XXIX     | 1962        | Saló · ( Itália)                                   | Jean Stablinski                                    | –                                                  | Itália                                             | Marie-Rose Gaillard                                | –                                                  | –                                                  | –                                                  | –                                                  | –                                                  |
| XXX      | 1963        | Ronse · ( Bélgica)                                 | Benoni Beheyt                                      | –                                                  | França                                             | Yvonne Reynders                                    | –                                                  | –                                                  | –                                                  | –                                                  | –                                                  |
| XXXI     | 1964        | Sallanches · ( França)                             | Jan Janssen                                        | –                                                  | Itália                                             | Emīlija Sonka                                      | –                                                  | –                                                  | –                                                  | –                                                  | –                                                  |
| XXXII    | 1965        | Lasarte · ( Espanha)                               | Tom Simpson                                        | –                                                  | Itália                                             | Elisabeth Eichholz                                 | –                                                  | –                                                  | –                                                  | –                                                  | –                                                  |
| XXXIII   | 1966        | Nürburgring · ( Alemanha Oriental)                 | Rudi Altig                                         | –                                                  | Dinamarca                                          | Yvonne Reynders                                    | –                                                  | –                                                  | –                                                  | –                                                  | –                                                  |
| XXXIV    | 1967        | Heerlen · ( Países Baixos)                         | Eddy Merckx                                        | –                                                  | Suécia                                             | Beryl Burton                                       | –                                                  | –                                                  | –                                                  | –                                                  | –                                                  |
| XXXV     | 1968        | Imola · ( Itália)                                  | Vittorio Adorni                                    | –                                                  | Suécia                                             | Keetie van Oosten-Hage                             | –                                                  | –                                                  | –                                                  | –                                                  | –                                                  |
| XXXVI    | 1969        | Zolder · ( Bélgica)                                | Harm Ottenbros                                     | –                                                  | Suécia                                             | Audrey McElmury                                    | –                                                  | –                                                  | –                                                  | –                                                  | –                                                  |
| XXXVII   | 1970        | Leicester · ( Reino Unido)                         | Jean-Pierre Monseré                                | –                                                  | União Soviética                                    | Anna Konkina                                       | –                                                  | –                                                  | –                                                  | –                                                  | –                                                  |
| XXXVIII  | 1971        | Mendrisio · ( Suíça )                              | Eddy Merckx                                        | –                                                  | Bélgica                                            | Anna Konkina                                       | –                                                  | –                                                  | –                                                  | –                                                  | –                                                  |
| XXXIX    | 1972        | Gap · ( França)                                    | Marino Basso                                       | –                                                  | –                                                  | Geneviève Gambillon                                | –                                                  | –                                                  | –                                                  | –                                                  | –                                                  |
| XL       | 1973        | Barcelona · ( Espanha)                             | Felice Gimondi                                     | –                                                  | Polónia                                            | Nicolle Van Den Broeck                             | –                                                  | –                                                  | –                                                  | –                                                  | –                                                  |
| XLI      | 1974        | Montreal · ( Canadá)                               | Eddy Merckx                                        | –                                                  | Suécia                                             | Geneviève Gambillon                                | –                                                  | –                                                  | –                                                  | –                                                  | –                                                  |
| XLII     | 1975        | Yvoir · ( Bélgica)                                 | Hennie Kuiper                                      | –                                                  | Polónia                                            | Tineke Fopma                                       | –                                                  | –                                                  | –                                                  | –                                                  | –                                                  |
| XLIII    | 1976        | Ostuni · ( Itália)                                 | Freddy Maertens                                    | –                                                  | –                                                  | Keetie van Oosten-Hage                             | –                                                  | –                                                  | –                                                  | –                                                  | –                                                  |
| XLIV     | 1977        | San Cristóbal · ( Venezuela)                       | Francesco Moser                                    | –                                                  | União Soviética                                    | Josiane Bost                                       | –                                                  | –                                                  | –                                                  | –                                                  | –                                                  |
| XLV      | 1978        | Nürburgring · ( Alemanha Oriental)                 | Gerrie Knetemann                                   | –                                                  | Países Baixos                                      | Beate Habetz                                       | –                                                  | –                                                  | –                                                  | –                                                  | –                                                  |
| XLVI     | 1979        | Valkenburg · ( Países Baixos)                      | Jan Raas                                           | –                                                  | Alemanha Oriental                                  | Petra de Bruin                                     | –                                                  | –                                                  | –                                                  | –                                                  | –                                                  |
| XLVII    | 1980        | Sallanches · ( França)                             | Bernard Hinault                                    | –                                                  | –                                                  | Beth Heiden                                        | –                                                  | –                                                  | –                                                  | –                                                  | –                                                  |
| XLVIII   | 1981        | Praga · ( Tchecoslováquia)                         | Freddy Maertens                                    | –                                                  | Alemanha Oriental                                  | Ute Enzenauer                                      | –                                                  | –                                                  | –                                                  | –                                                  | –                                                  |
| XLIX     | 1982        | Goodwood · ( Reino Unido)                          | Giuseppe Saronni                                   | –                                                  | Países Baixos                                      | Mandy Jones                                        | –                                                  | –                                                  | –                                                  | –                                                  | –                                                  |
| L        | 1983        | Altenrhein · ( Suíça )                             | Greg LeMond                                        | –                                                  | União Soviética                                    | Marianne Berglund                                  | –                                                  | –                                                  | –                                                  | –                                                  | –                                                  |
| LI       | 1984        | Barcelona · ( Espanha)                             | Claude Criquielion                                 | –                                                  | –                                                  | –                                                  | –                                                  | –                                                  | –                                                  | –                                                  | –                                                  |
| LII      | 1985        | Giavera del Montello · ( Itália)                   | Joop Zoetemelk                                     | –                                                  | União Soviética                                    | Jeannie Longo                                      | –                                                  | –                                                  | –                                                  | –                                                  | –                                                  |
| LIII     | 1986        | Colorado Springs · ( Estados Unidos)               | Moreno Argentin                                    | –                                                  | Países Baixos                                      | Jeannie Longo                                      | –                                                  | –                                                  | –                                                  | –                                                  | –                                                  |
| LIV      | 1987        | Villach · ( Áustria)                               | Stephen Roche                                      | –                                                  | Itália                                             | Jeannie Longo                                      | –                                                  | União Soviética                                    | –                                                  | –                                                  | –                                                  |
| LV       | 1988        | Ronse · ( Bélgica)                                 | Maurizio Fondriest                                 | –                                                  | –                                                  | –                                                  | –                                                  | Itália                                             | –                                                  | –                                                  | –                                                  |
| LVI      | 1989        | Chambéry · ( França)                               | Greg LeMond                                        | –                                                  | Alemanha Oriental                                  | Jeannie Longo                                      | –                                                  | União Soviética                                    | –                                                  | –                                                  | –                                                  |
| LVII     | 1990        | Utsunomiya · ( Japão)                              | Rudy Dhaenens                                      | –                                                  | União Soviética                                    | Catherine Marsal                                   | –                                                  | Países Baixos                                      | –                                                  | –                                                  | –                                                  |
| LVIII    | 1991        | Stuttgart · ( Alemanha)                            | Gianni Bugno                                       | –                                                  | Itália                                             | Leontien van Moorsel                               | –                                                  | França                                             | –                                                  | –                                                  | –                                                  |
| LIX      | 1992        | Benidorm · ( Espanha)                              | Gianni Bugno                                       | –                                                  | –                                                  | –                                                  | –                                                  | Estados Unidos                                     | –                                                  | –                                                  | –                                                  |
| LX       | 1993        | Oslo · ( Noruega)                                  | Lance Armstrong                                    | –                                                  | Itália                                             | Leontien van Moorsel                               | –                                                  | Rússia                                             | –                                                  | –                                                  | –                                                  |
| LXI      | 1994        | Agrigento · ( Itália)                              | Luc Leblanc                                        | Chris Boardman                                     | Itália                                             | Monica Valvik                                      | Karen Kurreck                                      | Rússia                                             | –                                                  | –                                                  | –                                                  |
| LXII     | 1995        | Duitama · ( Colômbia)                              | Abraham Olano                                      | Miguel Induráin                                    | –                                                  | Jeannie Longo                                      | Jeannie Longo                                      | –                                                  | –                                                  | –                                                  |                                                    |
| LXIII    | 1996        | Lugano · ( Suíça )                                 | Johan Museeuw                                      | Alex Zülle                                         | –                                                  | Barbara Heeb                                       | Jeannie Longo                                      | –                                                  | Giuliano Figueras                                  | Luca Sironi                                        | –                                                  |
| LXIV     | 1997        | San Sebastián · ( Espanha)                         | Laurent Brochard                                   | Laurent Jalabert                                   | –                                                  | Alessandra Cappellotto                             | Jeannie Longo                                      | –                                                  | Kurt Asle Arvesen                                  | Fabio Malberti                                     | –                                                  |
| LXV      | 1998        | Valkenburg · ( Países Baixos)                      | Oscar Camenzind                                    | Abraham Olano                                      | –                                                  | Diana Žiliūtė                                      | Leontien Zijlaard-van Moorsel                      | –                                                  | Ivan Basso                                         | Thor Hushovd                                       | –                                                  |
| LXVI     | 1999        | Verona · ( Itália)                                 | Óscar Freire                                       | Jan Ullrich                                        | –                                                  | Edita Pučinskaitė                                  | Leontien Zijlaard-van Moorsel                      | –                                                  | Leonardo Giordani                                  | José Iván Gutiérrez                                | –                                                  |
| LXVII    | 2000        | Plouay · ( França)                                 | Romāns Vainšteins                                  | Serhi Honchar                                      | –                                                  | Zinaida Stahurskaya                                | Mari Holden                                        | –                                                  | Yevgueni Petrov                                    | Yevgueni Petrov                                    | –                                                  |
| LXVIII   | 2001        | Lisboa · ( Portugal)                               | Óscar Freire                                       | Jan Ullrich                                        | –                                                  | Rasa Polikevičiūtė                                 | Jeannie Longo                                      | –                                                  | Yaroslav Popovych                                  | Danny Pate                                         | –                                                  |
| LXIX     | 2002        | Zolder · ( Bélgica)                                | Mario Cipollini                                    | Santiago Botero                                    | –                                                  | Susanne Ljungskog                                  | Zulfiya Zabirova                                   | –                                                  | Francesco Chicchi                                  | Tomas Vaitkus                                      | –                                                  |
| LXX      | 2003        | Hamilton · ( Canadá)                               | Igor Astarloa                                      | Michael Rogers                                     | –                                                  | Susanne Ljungskog                                  | Joane Somarriba                                    | –                                                  | Serguei Lagutin                                    | Markus Fothen                                      | –                                                  |
| LXXI     | 2004        | Verona · ( Itália)                                 | Óscar Freire                                       | Michael Rogers                                     | –                                                  | Judith Arndt                                       | Karin Thürig                                       | –                                                  | Kanstantsin Siutsou                                | Janez Brajkovič                                    | –                                                  |
| LXXII    | 2005        | Madrid · ( Espanha)                                | Tom Boonen                                         | Michael Rogers                                     | –                                                  | Regina Schleicher                                  | Karin Thürig                                       | –                                                  | Dmytro Grabovsky                                   | Mijail Ignatiev                                    | –                                                  |
| LXXIII   | 2006        | Salzburgo · ( Áustria)                             | Paolo Bettini                                      | Fabian Cancellara                                  | –                                                  | Marianne Vos                                       | Kristin Armstrong                                  | –                                                  | Gerald Ciolek                                      | Dominique Cornu                                    | –                                                  |
| LXXIV    | 2007        | Stuttgart · ( Alemanha)                            | Paolo Bettini                                      | Fabian Cancellara                                  | –                                                  | Marta Bastianelli                                  | Hanka Kupfernagel                                  | –                                                  | Peter Velits                                       | Lars Boom                                          | –                                                  |
| LXXV     | 2008        | Varese · ( Itália)                                 | Alessandro Ballan                                  | Bert Grabsch                                       | –                                                  | Nicole Cooke                                       | Amber Neben                                        | –                                                  | Fabio Duarte                                       | Adriano Malori                                     | –                                                  |
| LXXVI    | 2009        | Mendrisio · ( Suíça )                              | Cadel Evans                                        | Fabian Cancellara                                  | –                                                  | Tatiana Guderzo                                    | Kristin Armstrong                                  | –                                                  | Romain Sicard                                      | Jack Bobridge                                      | –                                                  |
| LXXVII   | 2010        | Melbourne · ( Austrália)                           | Thor Hushovd                                       | Fabian Cancellara                                  | –                                                  | Giorgia Bronzini                                   | Emma Pooley                                        | –                                                  | Michael Matthews                                   | Taylor Phinney                                     | –                                                  |
| LXXVIII  | 2011        | Copenhaga · ( Dinamarca)                           | Mark Cavendish                                     | Tony Martin                                        | –                                                  | Giorgia Bronzini                                   | Judith Arndt                                       | –                                                  | Arnaud Démare                                      | Luke Durbridge                                     | –                                                  |
| LXXIX    | 2012        | Valkenburg · ( Países Baixos)                      | Philippe Gilbert                                   | Tony Martin                                        | Bélgica                                            | Marianne Vos                                       | Judith Arndt                                       | Alemanha                                           | Alexey Lutsenko                                    | Anton Vorobiov                                     | –                                                  |
| LXXX     | 2013        | Florença · ( Itália)                               | Rui Costa                                          | Tony Martin                                        | Bélgica                                            | Marianne Vos                                       | Ellen van Dijk                                     | Estados Unidos                                     | Matej Mohorič                                      | Damien Howson                                      | –                                                  |
| LXXXI    | 2014        | Ponferrada · ( Espanha)                            | Michał Kwiatkowski                                 | Bradley Wiggins                                    | Estados Unidos                                     | Pauline Ferrand-Prévot                             | Lisa Brennauer                                     | Estados Unidos                                     | Sven Erik Bystrøm                                  | Campbell Flakemore                                 | –                                                  |
| LXXXII   | 2015        | Richmond · ( Estados Unidos)                       | Peter Sagan                                        | Vasil Kiryienka                                    | Estados Unidos                                     | Elizabeth Armitstead                               | Linda Villumsen                                    | Alemanha                                           | Kévin Ledanois                                     | Mads Würtz Schmidt                                 | –                                                  |
| LXXXIII  | 2016        | Doha · ( Catar)                                    | Peter Sagan                                        | Tony Martin                                        | Bélgica                                            | Amalie Dideriksen                                  | Amber Neben                                        | Países Baixos                                      | Kristoffer Halvorsen                               | Marco Mathis                                       | –                                                  |
| LXXXIV   | 2017        | Bergen · ( Noruega)                                | Peter Sagan                                        | Tom Dumoulin                                       | Alemanha                                           | Chantal Blaak                                      | Annemiek van Vleuten                               | Países Baixos                                      | Benoît Cosnefroy                                   | Mikkel Bjerg                                       | –                                                  |
| LXXXV    | 2018        | Innsbruck · ( Áustria)                             | Alejandro Valverde                                 | Rohan Dennis                                       | Bélgica                                            | Anna van der Breggen                               | Annemiek van Vleuten                               | Alemanha                                           | Marc Hirschi                                       | Mikkel Bjerg                                       | –                                                  |
| LXXXVI   | 2019        | Yorkshire · ( Reino Unido)                         | Mads Pedersen                                      | Rohan Dennis                                       | –                                                  | Annemiek van Vleuten                               | Chloé Dygert                                       | –                                                  | Samuele Battistella                                | Mikkel Bjerg                                       | Países Baixos                                      |
| LXXXVII  | 2020        | Imola · ( Itália)                                  | Julian Alaphilippe                                 | Filippo Ganna                                      | –                                                  | Anna van der Breggen                               | Anna van der Breggen                               | –                                                  | –                                                  | –                                                  | –                                                  |
| LXXXVIII | 2021        | Flandres · ( Bélgica)                              | Julian Alaphilippe                                 | Filippo Ganna                                      | –                                                  | Elisa Balsamo                                      | Ellen van Dijk                                     | –                                                  | Filippo Baroncini                                  | Johan Price-Pejtersen                              | Alemanha                                           |
| LXXXIX   | 2022        | Wollongong · ( Austrália)                          | EVENEPOEL Remco                                    | LAPORTE Christophe                                 | –                                                  |                                                    |                                                    | –                                                  |                                                    |                                                    |                                                    |
| XC       | 2023        | Glasgow · ( Reino Unido)                           | VAN DER POEL Mathieu                               | VAN AERT Wout                                      | –                                                  |                                                    |                                                    | –                                                  |                                                    |                                                    |                                                    |
| XCI      | 2024        | Zurique · ( Suíça )                                |                                                    |                                                    | –                                                  |                                                    |                                                    | –                                                  |                                                    |                                                    |                                                    |
| XCII     | 2025        | Kigali · ( Ruanda)                                 |                                                    |                                                    | –                                                  |                                                    |                                                    | –                                                  |                                                    |                                                    |                                                    |
| XCIII    | 2026        | Por definir                                        |                                                    |                                                    | –                                                  |                                                    |                                                    | –                                                  |                                                    |                                                    |                                                    |
| XCIV     | 2027        | Por definir                                        |                                                    |                                                    | –                                                  |                                                    |                                                    | –                                                  |                                                    |                                                    |                                                    |
| Núm.     | Ano         | Sede                                               | Estrada                                            | CRI                                                | CRE                                                | Estrada                                            | CRI                                                | CRE                                                | Estrada                                            | CRI                                                | CRM                                                |
| Núm.     | Ano         | Sede                                               | Elite masculino                                    | Elite masculino                                    | Elite masculino                                    | Elite feminino                                     | Elite feminino                                     | Elite feminino                                     | Masculino sub-23                                   | Masculino sub-23                                   | Misto                                              |

## Medalheiro histórico
- Desde Nürburg 1927 até Imola 2020 (incluem-se todas as competições de estrada e contrarrelógio: elite masculina, elite feminina e masculina sub-23; não se contemplam as medalhas das competições de estrada para amadores celebradas entre 1921 e 1995, nem as das categorias júnior).

| Ordem | País            | Medalha de ouro | Medalha de prata | Medalha de bronze | Total |
| ----- | --------------- | --------------- | ---------------- | ----------------- | ----- |
| 1     | Itália          | 41              | 41               | 42                | 124   |
| 2     | Bélgica         | 38              | 24               | 20                | 82    |
| 3     | Países Baixos   | 35              | 36               | 21                | 92    |
| 4     | França          | 30              | 26               | 25                | 81    |
| 5     | Alemanha(1)     | 28              | 30               | 33                | 91    |
| 6     | Estados Unidos  | 19              | 19               | 14                | 52    |
| 7     | Rússia(2)       | 17              | 22               | 25                | 64    |
| 8     | Suíça           | 12              | 17               | 17                | 46    |
| 9     | Austrália       | 11              | 20               | 16                | 47    |
| 10    | Espanha         | 10              | 14               | 17                | 41    |
| 11    | Reino Unido     | 10              | 9                | 13                | 32    |
| 12    | Dinamarca       | 7               | 7                | 8                 | 22    |
| 13    | Suécia          | 7               | 3                | 4                 | 14    |
| 14    | Noruega         | 6               | 2                | 6                 | 14    |
| 15    | Lituânia        | 4               | 3                | 5                 | 12    |
| 16    | Eslováquia      | 4               | 0                | 0                 | 4     |
| 17    | Ucrânia         | 3               | 4                | 2                 | 9     |
| 18    | Polónia         | 3               | 3                | 2                 | 8     |
| 19    | Bielorrússia    | 3               | 1                | 1                 | 5     |
| 20    | Colômbia        | 2               | 1                | 1                 | 4     |
| 20    | Eslovênia       | 2               | 1                | 1                 | 4     |
| 22    | Irlanda         | 1               | 2                | 3                 | 6     |
| 22    | Luxemburgo      | 1               | 2                | 3                 | 6     |
| 22    | Nova Zelândia   | 1               | 2                | 3                 | 6     |
| 25    | Portugal        | 1               | 1                | 1                 | 3     |
| 26    | Cazaquistão     | 1               | 0                | 2                 | 3     |
| 27    | Letônia         | 1               | 0                | 0                 | 1     |
| 27    | Uzbequistão     | 1               | 0                | 0                 | 1     |
| 29    | Canadá          | 0               | 3                | 5                 | 8     |
| 30    | Tchecoslováquia | 0               | 2                | 2                 | 4     |
| 31    | Hungria         | 0               | 2                | 1                 | 3     |
| 32    | Áustria         | 0               | 1                | 3                 | 4     |
| 33    | África do Sul   | 0               | 1                | 1                 | 2     |
| 34    | Finlândia       | 0               | 0                | 2                 | 2     |
| 35    | Uruguai         | 0               | 0                | 1                 | 1     |
|       | TOTAL           | 299             | 299              | 300               | 898   |

- (1) – Inclui as medalhas da RFA e a RDA.
- (2) – Inclui as medalhas da URSS.

## Maiores vencedores
Os ciclistas que têm ganhado as provas de categoria absoluta em mais de uma ocasião são:
| Total | Nome                | Edições          |
| ----- | ------------------- | ---------------- |
| 3     | Alfredo Binda       | 1927, 1930, 1932 |
| 3     | Eddy Merckx         | 1967, 1971, 1974 |
| 3     | Rik Van Steenbergen | 1949, 1956, 1957 |
| 3     | Óscar Freire        | 1999, 2001, 2004 |
| 3     | Peter Sagan         | 2015, 2016, 2017 |
| 2     | Georges Ronsse      | 1928, 1929       |
| 2     | Briek Schotte       | 1948, 1950       |
| 2     | Rik Van Looy        | 1960, 1961       |
| 2     | Freddy Maertens     | 1976, 1981       |
| 2     | Greg Lemond         | 1983, 1989       |
| 2     | Gianni Bugno        | 1991, 1992       |
| 2     | Paolo Bettini       | 2006, 2007       |

| País           | Vitórias | Último vencedor            |
| -------------- | -------- | -------------------------- |
| Bélgica        | 26       | Philippe Gilbert em 2012   |
| Itália         | 19       | Alessandro Ballan em 2008  |
| França         | 9        | Julian Alaphilippe em 2020 |
| Países Baixos  | 7        | Joop Zoetemelk em 1985     |
| Espanha        | 6        | Alejandro Valverde em 2018 |
| Estados Unidos | 3        | Lance Armstrong em 1993    |
| Suíça          | 3        | Oscar Camenzind em 1998    |
| Eslováquia     | 3        | Peter Sagan em 2017        |
| Alemanha       | 2        | Rudi Altig em 1966         |
| Reino Unido    | 2        | Mark Cavendish em 2011     |
| Irlanda        | 1        | Stephen Roche em 1987      |
| Letônia        | 1        | Romāns Vainšteins em 2000  |
| Austrália      | 1        | Cadel Evans em 2009        |
| Noruega        | 1        | Thor Hushovd em 2010       |
| Portugal       | 1        | Rui Costa em 2013          |
| Polónia        | 1        | Michał Kwiatkowski em 2014 |
| Dinamarca      | 1        | Mads Pedersen em 2019      |

| Total | Nome              | Edições                |
| ----- | ----------------- | ---------------------- |
| 4     | Fabian Cancellara | 2006, 2007, 2009, 2010 |
| 4     | Tony Martin       | 2011, 2012, 2013, 2016 |
| 3     | Michael Rogers    | 2003, 2004, 2005       |
| 2     | Jan Ullrich       | 1999, 2001             |
| 2     | Rohan Dennis      | 2018, 2019             |

| País          | Vitórias | Último vencedor           |
| ------------- | -------- | ------------------------- |
| Alemanha      | 7        | Tony Martin em 2016       |
| Suíça         | 5        | Fabian Cancellara em 2010 |
| Austrália     | 5        | Rohan Dennis em 2019      |
| Espanha       | 2        | Abraham Olano em 1998     |
| Reino Unido   | 2        | Bradley Wiggins em 2014   |
| França        | 1        | Laurent Jalabert em 1997  |
| Ucrânia       | 1        | Sergi Gonchar em 2000     |
| Colômbia      | 1        | Santiago Botero em 2002   |
| Bielorrússia  | 1        | Vasil Kirienka em 2015    |
| Países Baixos | 1        | Tom Dumoulin em 2017      |
| Itália        | 1        | Filippo Ganna em 2020     |

As ciclistas que têm ganhado as provas de categoria absoluta em mais de uma ocasião são:
| Total | Nome                 | Edições                      |
| ----- | -------------------- | ---------------------------- |
| 5     | Jeannie Longo        | 1985, 1986, 1987, 1989, 1995 |
| 4     | Yvonne Reynders      | 1959, 1961, 1963, 1966       |
| 3     | Marianne Vos         | 2006, 2012, 2013             |
| 2     | Beryl Burton         | 1960, 1967                   |
| 2     | Anna Konkina         | 1970, 1971                   |
| 2     | Geneviève Gambillon  | 1972, 1974                   |
| 2     | Leontien van Moorsel | 1991, 1993                   |
| 2     | Susanne Ljungskog    | 2002, 2003                   |
| 2     | Giorgia Bronzini     | 2010, 2011                   |
| 2     | Anna van der Breggen | 2018, 2020                   |

| País            | Vitórias | Última vencedora               |
| --------------- | -------- | ------------------------------ |
| Países Baixos   | 13       | Anna van der Breggen em 2020   |
| França          | 10       | Pauline Ferrand-Prévot em 2014 |
| Bélgica         | 6        | Nicole Vandenbroeck em 1973    |
| Alemanha        | 5        | Regina Schleicher em 2005      |
| Itália          | 5        | Giorgia Bronzini em 2011       |
| Reino Unido     | 5        | Elizabeth Armitstead em 2015   |
| União Soviética | 3        | Anna Konkina em 1971           |
| Lituânia        | 3        | Rasa Polikevičiūtė em 2001     |
| Suécia          | 3        | Susanne Ljungskog em 2003      |
| Estados Unidos  | 2        | Bath Heiden em 1980            |
| Luxemburgo      | 1        | Elsie Jacobs em 2016           |
| Noruega         | 1        | Monica Valvik em 1994          |
| Suíça           | 1        | Barbara Heeb em 1996           |
| Bielorrússia    | 1        | Zinaida Stahurskaya em 2000    |
| Dinamarca       | 1        | Amalie Dideriksen em 2016      |

| Total | Nome                          | Edições                |
| ----- | ----------------------------- | ---------------------- |
| 4     | Jeannie Longo                 | 1995, 1996, 1997, 2001 |
| 2     | Leontien Zijlaard-van Moorsel | 1998, 1999             |
| 2     | Karin Thürig                  | 2004, 2005             |
| 2     | Kristin Armstrong             | 2006, 2009             |
| 2     | Judith Arndt                  | 2011, 2012             |
| 2     | Amber Neben                   | 2008, 2016             |
| 2     | Annemiek van Vleuten          | 2017, 2018             |

| País           | Vitórias | Último vencedor              |
| -------------- | -------- | ---------------------------- |
| Estados Unidos | 7        | Chloé Dygert em 2019         |
| Países Baixos  | 6        | Anna van der Breggen em 2020 |
| França         | 4        | Jeannie Longo em 2001        |
| Alemanha       | 4        | Lisa Brennauer em 2014       |
| Suíça          | 2        | Karin Thürig em 2003         |
| Rússia         | 1        | Zulfiya Zabirova em 2002     |
| Espanha        | 1        | Joane Somarriba em 2003      |
| Reino Unido    | 1        | Emma Pooley em 2010          |
| Austrália      | 1        | Linda Villumsen em 2015      |